# Namsfjorden
Namsenfjorden, Namsfjorden eller Sør-Namsen er en fjord i Namsos, Flatanger og Namdalseid kommuner i Trøndelag fylke i Norge. Fjorden går  42 km mod sydøst og syd til Sjøåsen i bunden af fjorden Løgnin. Det meste af fjorden ind til Namsos ligger på sydvestsiden af Otterøya. Nord-Namsen er traditionelt blevet brugt om løbet på nordøstsiden af Otterøya, fra Folda og ind Raudsunda, Lauvøyfjorden, Surviksundet og Lokkaren.

## Forløb
Fjorden har indløb mellem Aurstøskjæret i vest og Knappholman i øst, og går først langs kommunegrænsen mellem Namsos og Flatanger. Bebyggelsen Innvorda ligger her på sydvestsiden af fjorden. Ved Finnsneset på vestsiden ligger bebyggelsen Sandmohamn og øst for Finnsneset ligger øen Altøya. Her går bugten Altbotnen 7 km mod øst forbi bebyggelsen Alte. På sydsiden af bugten ligger bebyggelsen Skorstad.
Videre ind i fjorden ligger Ospneset på vestsiden. Her går Leirfjordvika mod syd på vestsiden af næsset, mens Ledangsvalen ligger på sydøstsiden af næsset ved bebyggelsen Ledang. Lige syd for Ledgang ligger bygden Statland. Ved Statland bliver fjorden også langt bredere. Her ligger den 10,3 km² store Hoddøya på sydsiden af fjorden. Sydvest for Hoddøya ligger Tøttdalbotnet og bebyggelsen Tøttdal. Nord for Hoddøya ligger bygden Skomsvoll. Fjorden fortsætter mod øst på østsiden af Hoddøya. Her ligger flere mindre øer midt i fjorden, som Sundsøya, Skjerpøya, Yttergåsøya, Innergåsøya og Brannøya. Nord for Brannøya ligger Andsneset hvor sundet Lokaren går mod nord på østsiden af Otterøya.
Byen Namsos ligger øst for Lokaren og her munder elven Namsen ud i fjorden. Namsos ligger ved en østlig arm af fjorden, og Namsfjorden fortsætter mod syd fra østsiden af Skjerpøya. Lidt længere mod syd ligger Kjølsøya og her deler fjorden sig  i to. Fjordarmen Løgnin fortsætter mod sydvest på vestsiden af øen, mens Bangsundbotnet og Fjalbotnet går mod sydøst. Byen Bangsund ligger ved Bangsundbotnet.
Fylkesvej 215  går på vestsiden i den ydre del af fjorden nord for Statland. På Otterøya går Fylkesvej 466  og 767 langs fjorden.  I de indre dele af fjorden omkring  Namsos går fylkesvej 17.

## Galleri
- Udsigt over  fjorden
- Byen Namsos
- Namsos
- Udsigt over fjorden og byen i slutningen af 1800-tallet